# Jatibonico
Jatibonico là một đô thị và thành phố ở tỉnh Sancti Spíritus của Cuba.

## Thông tin nhân khẩu
Năm 2004, đô thị Jatibonico có dân số 42.708 người. Diện tích là 765 km² (295,4 mi²), với mật độ dân số là 55,8người/km² (144,5người/sq mi).